# Seki (Sprache)

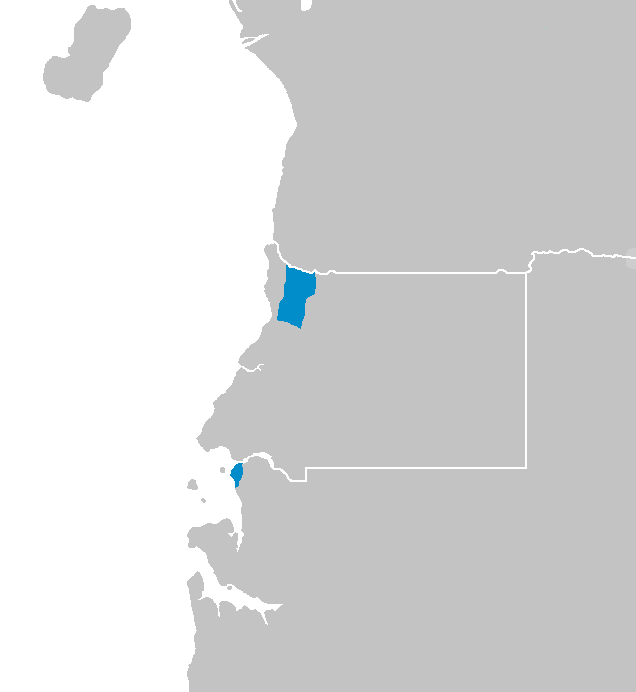

Seki (auch Beseki, Bulu, Seke, Sekiana, Sekiani, Sekiyani, Sekyani, Sheke und Shekiyana) ist eine Bantusprache und wird von circa 14.690 Menschen in Äquatorialguinea und Gabun gesprochen.
Seki ist in Äquatorialguinea in der Provinz Litoral mit circa 11.000 Sprechern (Zensus 2001) und in Gabun in der Provinz Ogooué-Maritime mit circa 3690 Sprechern (Zensus 2000) verbreitet. Sie wird sowohl im Küsten- als auch im Waldgebiet gesprochen.

## Klassifikation
Seki ist eine Nordwest-Bantusprache und gehört zur Kele-Gruppe, die als Guthrie-Zone B20 klassifiziert wird.